# Somatotherapie
Somatotherapie (abgeleitet von altgriechisch σῶμα, soma = Körper, Leichnam) ist eine Sammelbezeichnung für die körperlichen Behandlungsverfahren in der Psychiatrie im Gegensatz zur Psychotherapie.(a) Der Begriff bezeichnet in der Psychiatrie hauptsächlich den von der Philosophie Descartes’ (1596–1650) herrührenden Gegensatz zwischen Körper (res extensa) und Seele (res cogitans) bzw. das Spannungsverhältnis zwischen Geist und Physis.
Somatische (körperliche) Behandlungsverfahren sind eigentlich in der Organmedizin üblich. Sie haben „in der Psychiatrie in bemerkenswerter Weise gegenüber der Psychotherapie einen minderen Ruf“, was durch die hier geschilderten negativen historischen Vorbilder leicht verständlich erscheint. Dennoch sind sie außerordentlich verbreitet.(a) Neben Somatotherapie und Psychotherapie gilt auch die Soziotherapie als eine wichtige psychiatrische Behandlungsmethode.(b)

## Theorie

Psychophysische Korrelation oder Regelkreis auf der animalischen Ebene. Die Somatotherapie stellt einen sog. Aufwärts-Effekt dar.

Körperliche Behandlungsmethoden für psychische Zwecke erscheinen somit zunächst paradox. Psychisch Kranke sind in der Regel nicht körperlich hilfs- und behandlungsbedürftig. Entsprechende Hilfs- und Heilmaßnahmen werden erst aus der Vorstellung einer psychophysischen Korrelation heraus verständlich (siehe Abbildung rechts). Grundlage dieser Veranschaulichung ist die philosophische Schichtenlehre. Therapeutisch veranlasste körperliche Maßnahmen haben in dieser Hinsicht und als solche Ursachen notwendige psychische Wirkungen und laufen so die Gefahr, als Anwendung von Zwang zu gelten.
Hierbei sind jedoch die vom Betroffenen selbst erwünschten Methoden von solchen Mitteln und Wegen körperlicher Behandlung zu unterscheiden, die seitens der Gesellschaft zur Ausgrenzung und zur eigenen Abschirmung gerade gegen psychisch Kranke verwendet werden. Diese körperlichen Verfahren und ihre physiologische bzw. medizinsoziologische Würdigung findet z. T. in der Abgrenzung von psychiatrischer Physiotherapie und psychiatrischer Zwangsbehandlung ihren Ausdruck.(a) (a) Sie lässt sich in der Unterscheidung von positiver und negativer psychiatrischer Sanktion darstellen.(b) Die Somatotherapie ist logische Schlussfolgerung aus der ideologischen Haltung der Psychiker und der Somatiker, die beide einer moralischen Behandlung offen gegenüberstanden.(b)

## Somatotherapie in der Psychiatrie

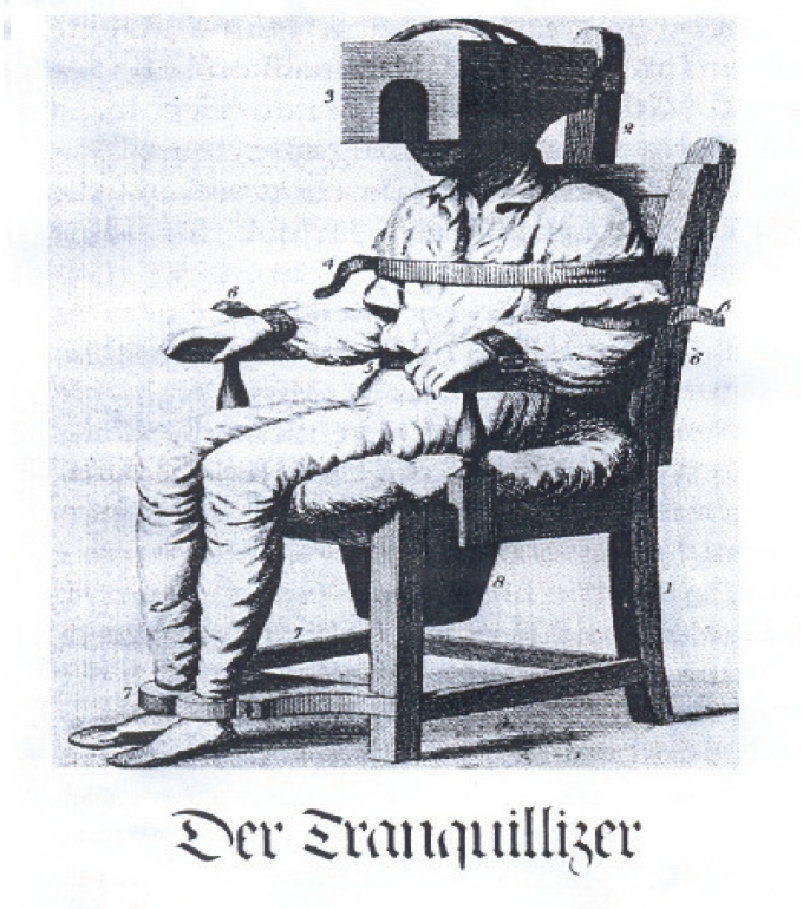
Stuhl zur Abwendung von Bewegungsunruhe (um 1824)

### Früher
In medizingeschichtlicher Reihenfolge zählen zu den ersten somatisch begründeten Therapien die naturphilosophisch betrachteten Wirkungen der Urstoffe wie etwa des Wassers, die bekanntlich schon durch Thales von Milet (640–546 v. Chr.) hervorgehoben wurden. Solche heilsamen Anwendungen von Wasser fanden in Epidauros im antiken Griechenland statt. Eine ähnliche naturphilosophische Bedeutung hatte die Somatotherapie auch noch bei Johann Christian Reil, der zwar erste somatische Forschungen am Gehirn betrieb, den Begriff Psychiatrie erfand und für die Somatotherapie eintrat, jedoch nicht über konkrete Erfahrungen mit psychisch Kranken verfügte.(c) Unter dem Paradigma der moralischen Behandlung verzichtete die Psychiatrie leider keineswegs auf die körperliche Einflussnahme, so wie dies John Conolly in England mit seinem Konzept des Verzichts auf mechanischen Zwang angeregt hatte (No restraint).
In Deutschland waren Vorstellungen zur Anwendung körperlicher Maßnahmen besonders irrational (siehe auch Orthopädisches Paradigma). Hier waren zunächst vor allem körperliche Zwangsbehandlungen zu verzeichnen: Zwangsjacke, Zwangsstuhl und Drehstuhl sowie auch die meist zwangsweise Behandlung mit Wasser (Kraepelinsches Wärmebad, Sturzbad, Überraschungsbäder wie z. B. Tauchbäder, die der Patient dann erfuhr, wenn er es am wenigsten erwartete). In Deutschland war noch Ernst Horn (1774–1848) ein Befürworter solcher Zwangsmaßnahmen.(a) Allerdings haben bereits Ernst Horn und sein Nachfolger Karl Georg Neumann (1774–1850) eine kritische Haltung zur im 19. Jahrhundert üblichen Medikamentenverordnung in der Psychiatrie eingenommen, vgl. dazu auch die heutige Kritik an der Verordnung von Neuroleptika.(d)
Einen Aufschwung nahmen körperliche Behandlungsverfahren in der Psychiatrie seit dem wachsenden Einfluss der Naturwissenschaften. Dieser war besonders seit dem 19. Jahrhundert deutlich.(b) Diese Art von Behandlung leitete über zu den Schocktherapien. Neuere empirisch-somatische Behandlungsmethoden sind: Malariatherapie (1917), Schlafkur (1921), Insulinschocktherapie (1933), präfrontale Leukotomie (1935), Cardiazolschocktherapie (1935), Elektrokrampftherapie (1938) – auch unter dem Namen Elektroschockbehandlung bekannt – und die Psychopharmakotherapie (ab 1952).(c) (b)

### Heute
Die meisten von ihnen sind heute psychiatrisch obsolet oder stellen zumindest im deutschsprachigen Raum nur noch eine in der Psychiatrie äußerst selten angewandte Methode dar. Letzteres gilt bei lebensbedrohlichen und anders nicht beeinflussbaren Krankheitszuständen für die Elektroschockbehandlung. Deren breite Anwendung ist sonst nur noch in der Inneren Medizin als Reanimationsmethode bei akutem Herzstillstand üblich. Eine überwältigende Ausnahme von dieser Regel stellt jedoch die Psychopharmakabehandlung dar, die zu der verbreitetsten Anwendung von Somatotherapie in der Psychiatrie beigetragen hat,  (d)

### Orthopädisches Paradigma

Mechanische Vorstellungen waren im 18. Jahrhundert nicht nur in der Psychiatrie, sondern auch in der Orthopädie verbreitet und hatten die Anwendung solcher Methoden in neu gegründeten Anstalten zur Folge.

Somatotherapie ist somit in der Psychiatrie eher ein Produkt naturphilosophischer und nicht zuletzt auch naturwissenschaftlicher Vorstellungen. Man behandelte psychische Leiden z. B. mechanisch, weil sie wie traumatologische oder andere körperlich begründbare Gebrechen aufgefasst wurden. Also in etwa so wie in der Orthopädie (siehe dazu die Abbildung). Die Gründungswellen entsprechender orthopädischer oder psychiatrischer Einrichtungen im 18. Jahrhundert verliefen nahezu gleichzeitig und waren zumeist von politisch-ökonomischen Interessen getragen.(e) Eine allgemein anerkannte Lehre psychischer Traumen bestand noch nicht. Der Fall Daniel Paul Schreber (1842–1911) und der Familie Schreber belegt die Auswüchse solcher Formen von pseudomoralischer Behandlung.